# 원시딱정벌레아목
원시딱정벌레아목(Archostemata)은 딱정벌레목의 가장 작은 아목이다. 알려져 있는 종들은 5개 과에 약 50종 이하이다. 원시딱정벌레아목은 일종의 고대의 생물 계통으로 여러 원시적인 특징들을 지니고 있다. 촉수 사상유두 또는 염주 모양의 더듬이 등에서, 약 2억 5천만년전의 화석 기록에 처음 등장하는 딱정벌레와 형태적으로 비슷하다. 이 아목은 또한 유일한 유생(幼生) 딱정벌레인 전신주딱정벌레(Micromalthus debilis)를 포함하고 있다.
이들 딱정벌레는 희귀한 것으로 간주된다. 화석은 페름기에 퇴적된 것으로 추정되며, 원시딱정벌레아목은 한때는 좀 더 흔했고 전 세계에 널리 흩어져 살았지만, 현재 남아있는 종들은 단지 이전 개체군들의 부분적인 흔적일뿐이다. 오늘날 전 세계적으로 5개 과(크로우소니엘라과, 곰보벌레과, 식코테알리니아과, 전신주딱정벌레과, 그리고 옴마과)가 있으며, 북아메리카에는 발견되는 과는 2개 과(곰보벌레과와 전신주딱정벌레과)이다.

## 하위 분류
- 크로우소니엘라과 (Crowsoniellidae) - 단일 종 크로우소니엘라 레릭타 (Crowsoniella relicta)
- 곰보벌레과 (Cupedidae) - 9속 30여 종
- 식코테알리니아과 (Jurodidae) - 단일 종 식코테알리니아 질트조바이 (S. zhiltzovae)
- 옴마과 (Ommatidae) - 2속 6종
- 전신주딱정벌레과 (Micromalthidae) - 단일 종 전신주딱정벌레 (Micromalthus debilis)

## 같이 보기
- 딱정벌레목의 과 목록